# شقرة (المضاربة والعارة)

تعديل مصدري - تعديل

شقـرة هي إحدى قرى عزلة العارة بمديرية المضاربة والعارة التابعة لمحافظة لحج، بلغ تعداد سكانها 466 نسمة حسب تعداد اليمن لعام 2004.